# Peruviogomphus bellei
Peruviogomphus bellei – gatunek ważki z rodziny gadziogłówkowatych (Gomphidae). Występuje na terenie Ameryki Południowej.